# Thomas Abel
Thomas Abel (1497 - Londres, 30 de juliol de 1540) va ser un sacerdot anglès i capellà de Caterina d'Aragó. En 1528 fou emissari secret de Caterina i el seu nebot, el rei Carles I d'Espanya, en relació amb el seu divorci d'Enric VIII d'Anglaterra. Abel es va oposar vigorosament a aquesta separació, sent empresonat durant sis anys a la Torre de Londres. Finalment va ser executat per mantenir la legitimitat del primer matrimoni del rei Enric. Fou beatificat Per Lleó XIII tres segles després de la seva mort.